# Philadelphia Stock Exchange

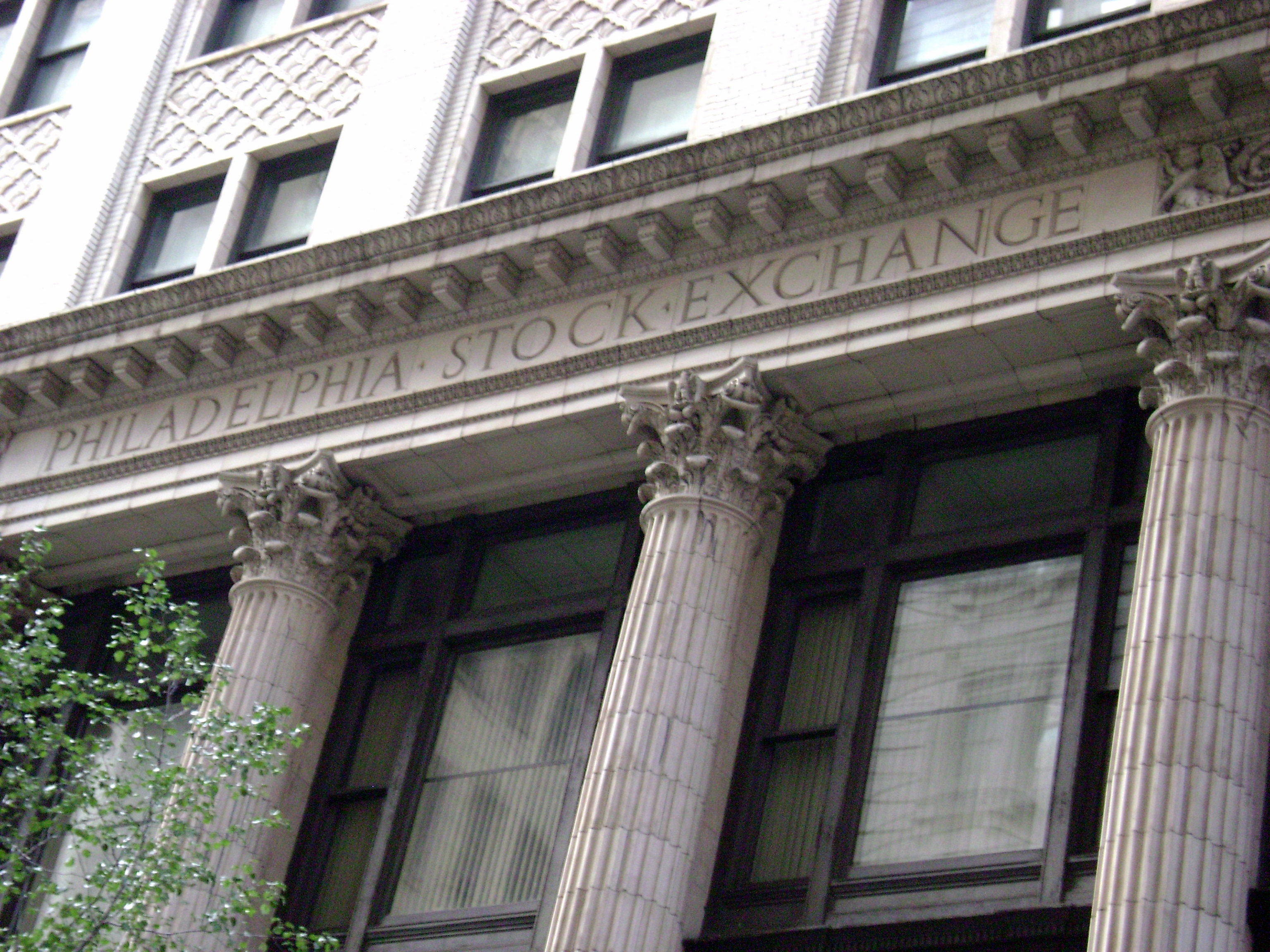
Een voormalige locatie van de Philadelphia Stock Exchange.

Philadelphia Stock Exchange (PHLX), tegenwoordig bekend als NASDAQ OMX PHLX, is de oudste effectenbeurs van de Verenigde Staten en is gevestigd in Philadelphia. Het is een onderdeel van de NASDAQ OMX Group.

## Geschiedenis
De beurs werd in 1790 opgericht als de Board of Brokers en huisde in het Merchants Coffee House. Gedurende de geschiedenis van de beurs zou deze verschillende malen in de stad verhuizen. Zo was de beurs tussen 1876 en 1888 gevestigd in de voormalige First Bank of the United States. In 1966 vestigde de beurs zich uiteindelijk in haar huidige pand. In 2007 werd de beurs overgenomen door de NASDAQ OMX Group.